# Albas (Aude)
Albas é uma comuna francesa na região administrativa de Occitânia, no departamento de Aude. Estende-se por uma área de 22,69 km². Em 2010 a comuna tinha 80 habitantes (densidade: 3,5 hab./km²).